# Yakumo
Yakumo (jap. 八雲) – krążownik pancerny japońskiej marynarki wojennej z początku XX wieku, zbudowany w Niemczech w Szczecinie, jedyny okręt swojego typu. Brał aktywny udział w wojnie rosyjsko-japońskiej 1904-1905; służył także podczas obu wojen światowych. Złomowany po II wojnie światowej.

## Historia
Krążownik „Yakumo” został zamówiony przez Japonię w niemieckiej stoczni Vulcan w Szczecinie, w ramach wielkiego drugiego programu rozbudowy floty z lat 1895-1896, zakładającego budowę m.in. sześciu krążowników pancernych. Cztery z nich zbudowane zostały w Wielkiej Brytanii, a po jednym okręcie zamówiono w Niemczech i Francji („Azuma”) w celu porównania metod budowy stosowanych przez państwa wiodące w dziedzinie konstrukcji okrętów. Japończycy jednak narzucili konstruktorom niemieckim i francuskim szczegółowe wymagania, oparte na brytyjskim projekcie krążowników pancernych typu Asama, skutkiem czego było powstanie bardzo podobnych do siebie pod względem charakterystyk okrętów, odmiennych od projektowanych dla marynarek tych krajów.
Stępkę pod budowę „Yakumo” położono w marcu 1898 roku, wodowano go 8 lipca 1899 roku, a wszedł do służby japońskiej 20 czerwca 1900 roku.

## Opis okrętu
Konstrukcja okrętu była zbliżona do budowanych w Wielkiej Brytanii dla Japonii typów Asama i Izumo i budowanej we Francji „Azumy”. Miał on mało typowy dla krążowników pancernych gładkopokładowy kadłub ze stosunkowo niewysokimi burtami na dziobie i rufie oraz centralnym kompleksem niewysokich nadbudówek. Dziób miał formę taranową, z lekko wysuniętą do przodu częścią podwodną. Artyleria główna była umieszczona w dwóch dwudziałowych wieżach na pokładzie dziobowym i rufowym, o kształcie owalnym w rzucie z góry i pionowych ścianach. Architekturę okrętu uzupełniały mało rozbudowane nadbudówki, dziobowa i rufowa, z masztami z przodu i tyłu centralnego kompleksu nadbudówek (dziobowa obejmowała pancerną wieżę dowodzenia i nad nią przeszkloną sterówkę z odkrytym mostkiem na dachu, rufowa – zapasowe opancerzone stanowisko dowodzenia).
Architektura i sylwetka „Yakumo” była podobna zwłaszcza do „Azumy” – oba okręty miały długi centralny kompleks nadbudówek i w konsekwencji szeroko rozstawione maszty oraz wieże artyleryjskie umieszczone blisko dziobu i rufy. Od „Azumy” odróżniały go przede wszystkim trzy stosunkowo niskie i szerokie kominy na śródokręciu, w równych odstępach („Azuma” miała trzeci komin oddalony od pozostałych). Krążowniki typu Izumo miały krótszy kompleks nadbudówek i trzy wysokie, cienkie kominy, a Asama – dwa kominy; oba typy angielskiej budowy różniły się też rozmieszczeniem kazamat artylerii średniej. Kadłub „Yakumo”, przy takiej samej długości, był nieco węższy niż w typie Izumo (stosunek długości do szerokości 6,3:1 wobec 5,8:1). Podobnie jak w typie Izumo siłownia składała się z 24 kotłów parowych Belleville. Kadłub miał bardziej zaawansowany podział wewnętrzny, niż na krążownikach angielskiej budowy i dzielił się łącznie na 247 wodoszczelnych przedziałów (z tego 38 w podwójnym dnie); na prawie całej długości miał podwójne dno i burty.

### Opancerzenie
Opancerzenie okrętu powtarzało zasadniczo schemat typu Asama, z pewnymi zmianami. Główny pas pancerny na linii wodnej rozciągał się na całej długości okrętu i miał wysokość 2,15 m, z czego 1,55 m przy normalnym zanurzeniu znajdowało się pod powierzchnią wody. Pas miał największą grubość 178 mm na długości 68,4 m na śródokręciu – w rejonie siłowni. Na dziobie i rufie pas miał grubość 89 mm. Nad głównym pasem był krótszy górny pas grubości 127 mm (wymiary 61,6 × 2,4 m), tworzący z grodziami na jego końcach pancerną cytadelę (dziobowa gródź pancerna – 152 mm, rufowa – 32 mm). Płyty grubości 127 mm i większej wykonano ze stali cementowanej Kruppa, cieńsze ze stali niklowej.
Ochronę horyzontalną stanowił wewnętrzny pokład pancerny z miękkiej stali niklowej, w przekroju poprzecznym o profilu trapezowym. Skosy pokładu wzmacniały ochronę burt, dochodząc do dolnej krawędzi głównego pasa pancernego. Grubość pokładu wynosiła 51 mm. Stała wyrzutnia torpedowa na dziobie była opancerzona po bokach płytami 152 mm (wymiary 6,55 × 2,85 m), nad głównym pasem pancernym. Pancerz wież i wewnętrznych barbet artylerii głównej wynosił 152 mm, a dachu wież 25 mm. Kazamaty dla ośmiu dział kalibru 152 mm opancerzone były z zewnątrz płytami 152 mm (z boków, tyłu i góry – 51 mm), pozostałe cztery działa miały pancerne maski ochronne.  Wieża dowodzenia miała pancerz aż 356 mm, od góry 25 mm. Zapasowe stanowisko dowodzenia na rufie miało ściany grubości 76 mm.

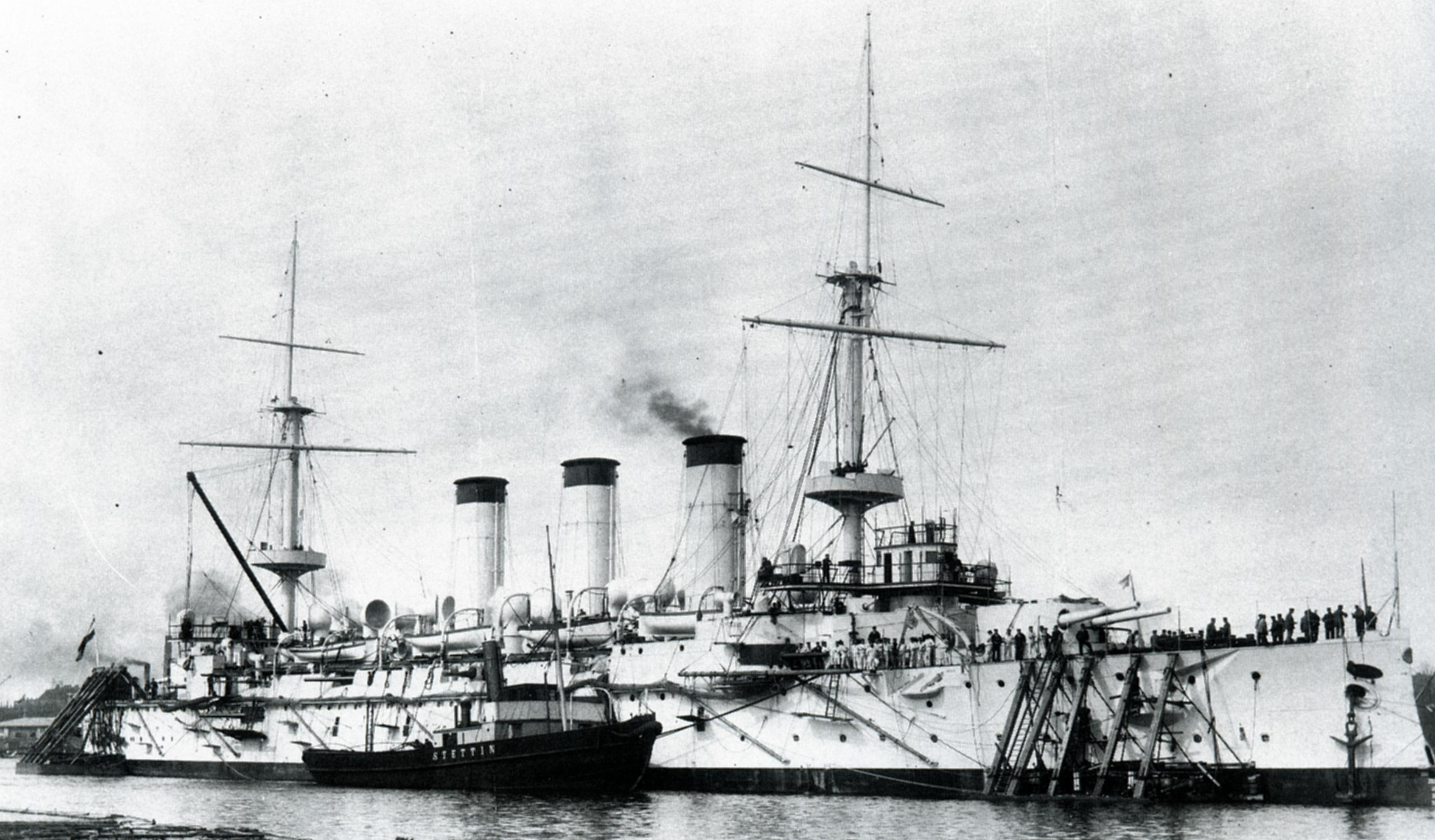
„Yakumo” podczas wyposażania w Szczecinie

### Uzbrojenie
Uzbrojenie było standardowe dla japońskich krążowników pancernych programu 1895-1896. Uzbrojenie główne stanowiły cztery działa kalibru 203 mm o długości lufy 45 kalibrów, systemu Armstronga, umieszczone w dwóch wieżach. Wieże obracane były elektrycznie. Kąt ostrzału każdej z nich wynosił 250°. Lufy dział były na wysokości 7,2 m nad linią wodną na dziobie, 6,7 m – na rufie. Amunicja była rozdzielnego ładowania, składała się z pocisków przeciwpancernych i burzących. Wprowadzone przed wojną rosyjsko-japońską nowe pociski przeciwpancerne okazały się jednak mało skuteczne przeciw celom pancernym, gdyż wybuchały w momencie uderzenia w pancerz, zamiast przebijać go. Zapas amunicji był mniejszy niż na okrętach angielskiej budowy i wynosił 80 pocisków na działo w stosunku do 120 na jednostkach angielskich, z uwagi na umieszczenie całego zapasu amunicji pod pokładem pancernym i przesunięcie wież i komór amunicyjnych ku węższym krańcom kadłuba (podobnie „Azuma”). W odróżnieniu od nich całość zapasu pocisków umieszczona była w komorach w kadłubie, a nie w wieżach.
Artylerię średnią stanowiło 12 dział kalibru 152 mm o długości lufy 40 kalibrów, systemu Armstronga, z tego osiem umieszczonych było w kazamatach, a cztery na stanowiskach chronionych maskami pancernymi na pokładzie górnym. Na każdą z burt mogło strzelać sześć dział, z tego dwa umieszczone były w kazamatach burtowych pod pokładem górnym (na pokładzie bateryjnym), dwa w kazamatach po bokach nadbudówki dziobowej i rufowej, a pozostałe dwa ustawione na pokładzie na śródokręciu. W stosunku do krążowników angielskiej budowy liczba dział była mniejsza o dwa, lecz częściowo było to kompensowane większą szybkostrzelnością dział ustawionych na pokładzie, gdyż każde z nich miało własną windę do dosyłania amunicji z komór, a nie jedną windę na parę dział (podobnie „Azuma”). Ponadto dodatkowe działa na okrętach angielskiej budowy umieszczone były w kazamatach pod pokładem górnym, przez co efektywność ich użycia spadała podczas złej pogody. Działa 152 mm miały kąt ostrzału 120°, lecz tylko po dwa działa umieszczone w kazamatach w nadbudówkach mogły prowadzić ogień na wprost w kierunku dziobu i rufy. Zapas amunicji wynosił 150 nabojów na działo, w większości burzących, w mniejszej liczbie przeciwpancernych. Działa miały szybkostrzelność teoretyczną 6 strz./min.
Uzbrojenie uzupełniało 12 pojedynczych dział kalibru 76 mm i osiem dział 47 mm, do obrony przeciw torpedowcom. Cztery działa 76 mm były umieszczone na pokładzie górnym na dachu kazamat dział 152 mm, dalsze cztery w nieopancerzonych kazamatach pod pokładem górnym na dziobie i rufie i pozostałe cztery na skrzydłach dziobowej i rufowej nadbudówki. Z dział 47 mm, po dwa były umieszczone na platformach na masztach. Mogły być one umieszczone też na kutrach parowych. Na początku 1905 roku wszystkie działa 47 mm zamieniono na cztery dalsze armaty 76 mm.
Uzbrojenie torpedowe stanowiły cztery podwodne burtowe wyrzutnie torped 457 mm, umieszczone po dwie na każdą burtę, w okolicy obu wież działowych oraz jedna stała nadwodna wyrzutnia dziobowa.

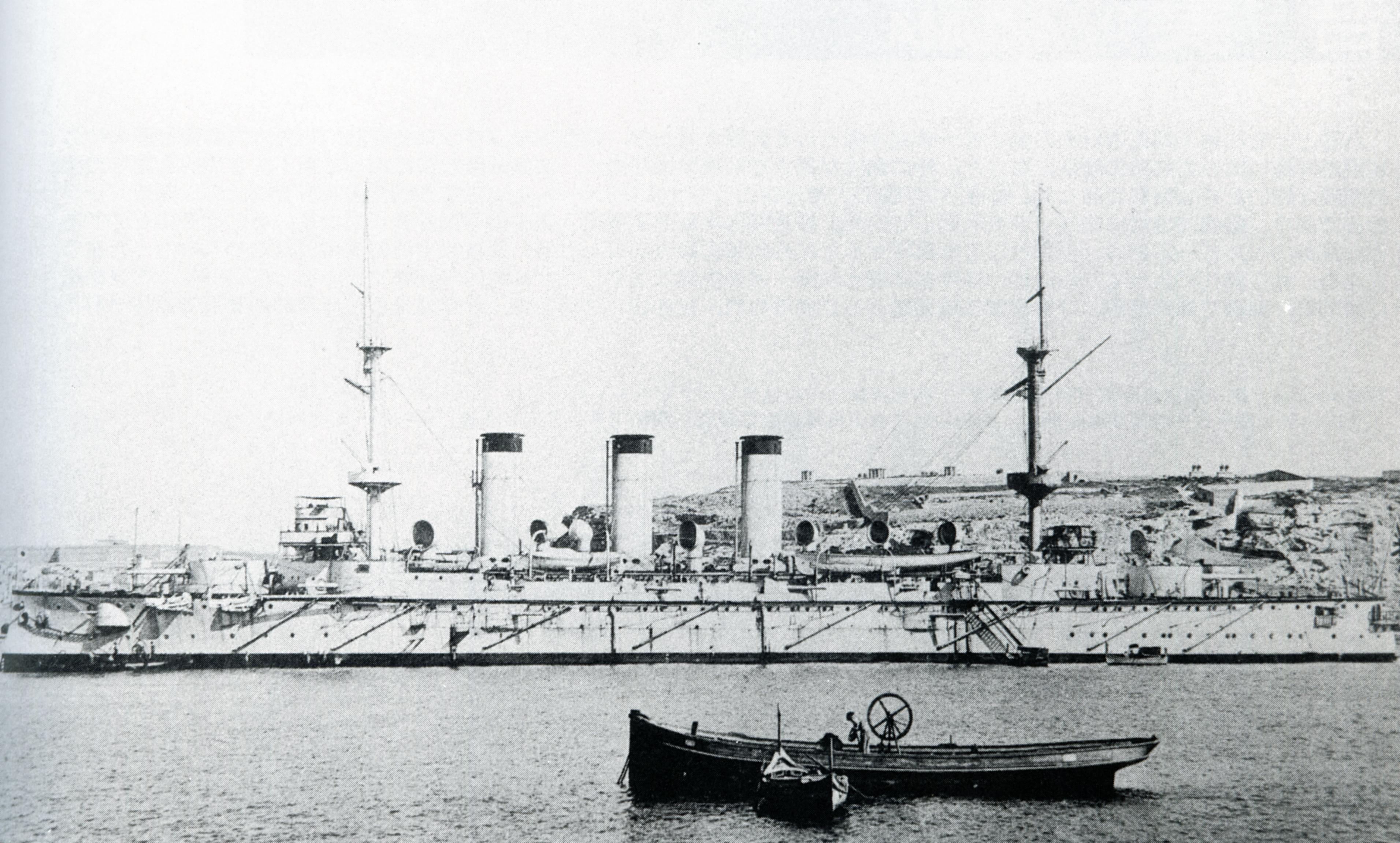
„Yakumo” przed wojną rosyjsko-japońską

### Ocena
Podobnie jak pozostałe krążowniki pancerne programu 1895/1896, w przeciwieństwie do większości wczesnych krążowników pancernych, „Yakumo” był, dzięki dość silnemu opancerzeniu, w większym stopniu optymalizowany do prowadzenia walki artyleryjskiej w składzie eskadry okrętów, a nie do typowych zadań „krążowniczych”, jak działania rajderskie na liniach żeglugowych. Na skutek dość niskich burt na dziobie i ciężkiej wieży artylerii, dzielność morska wszystkich krążowników tego programu nie była najlepsza, jak na okręty przewidywane do zastosowania na oceanach. Podczas złej pogody ich pokład dziobowy i wieża dziobowa były zalewane przez fale, podobnie jak niżej umieszczona część artylerii średniej, co utrudniało jej użycie. „Yakumo” i „Azuma” przy tym miały dzielność morską słabszą od okrętów angielskiej budowy, z powodu umieszczonej bliżej dziobu wieży artyleryjskiej. Praktycznie uzyskiwana prędkość maksymalna „Yakumo” wynosiła ok. 17 węzłów. Mimo tego, był to udany okręt, o zbalansowanych cechach, mający zdecydowaną przewagę nad rosyjskimi krążownikami pancernymi i pancernopokładowymi. Według podobnego projektu, lecz pomniejszonego i pozbawionego opancerzenia pionowego, stocznia Vulcan zbudowała następnie dla Rosji duży krążownik pancernopokładowy „Bogatyr’”.

## Historia służby

### Wojna rosyjsko-japońska – 1904 r.
Bezpośrednio po wybuchu wojny japońsko-rosyjskiej, „Yakumo” wziął udział w nierozstrzygniętej bitwie japońskich sił głównych z rosyjską Eskadrą Pacyfiku pod Port Artur 9 lutego 1904 roku. Odniósł przy tym powierzchowne uszkodzenia od pocisku, który wybuchł w rejonie fokmasztu (ranny został dalmierzysta) i sam lekko uszkodził pociskiem 203 mm krążownik „Nowik”. Krążownik działał następnie nadal pod Port Artur i 25 lutego uczestniczył w potyczce z rosyjskimi krążownikami i bateriami nadbrzeżnymi.
W marcu, w związku ze wzmożeniem działań rajderskich zespołu rosyjskich krążowników z Władywostoku, zespół wiceadmirała Kamimury wraz z „Yakumo” został przeniesiony na Morze Japońskie i 6 marca dokonał nieskutecznego bombardowania Władywostoku, po czym powrócił pod Port Artur. „Yakumo” nie uczestniczył w poszukiwaniu rosyjskich krążowników przez 2. Dywizjon na Morzu Japońskim od kwietnia do lipca 1904 roku i wraz z „Asamą” tymczasowo był przydzielony do 3. Dywizjonu kadm. Shigetō Dewy, patrolując pod Port Artur.
10 sierpnia 1904 roku „Yakumo” jako okręt flagowy 3. Dywizjonu wziął udział w bitwie na Morzu Żółtym. Krążownik podczas bitwy został uszkodzony pociskiem 305 mm pancernika „Połtawa” i stracił 22 zabitych członków załogi. Ponieważ nie mógł dogonić rosyjskich krążowników, został w toku bitwy dołączony do sił głównych – 1. Dywizjonu, a wadm. Dewa przeniósł się na krążownik „Kasagi”. Płynąc ostatni w kolumnie, za krążownikiem pancernym „Nisshin”, prawdopodobnie w dalszym toku bitwy uzyskał trafienia na okrętach rosyjskich. W ostatniej fazie boju „Yakumo”, odłączony od 1. Dywizjonu, natknął się na uciekające rosyjskie krążowniki pancernopokładowe „Askold” i „Nowik”, lecz nie był w stanie nawiązać walki. W ciągu następnych dni po bitwie „Yakumo” z „Asamą” poszukiwały na Morzu Żółtym rosyjskich okrętów, które zostały internowane w portach neutralnych.

### Wojna rosyjsko-japońska – 1905 r.
Od 25 stycznia do 1 marca 1905 roku „Yakumo” patrolował bezskutecznie w poszukiwaniu statków z kontrabandą w rejonie północnych cieśnin Morza Japońskiego.
Na początku 1905 roku okręt poddano niewielkim modyfikacjom: usunięto platformy dla lekkich dział z masztów i działa 47 mm zamieniono na cztery armaty 76 mm.

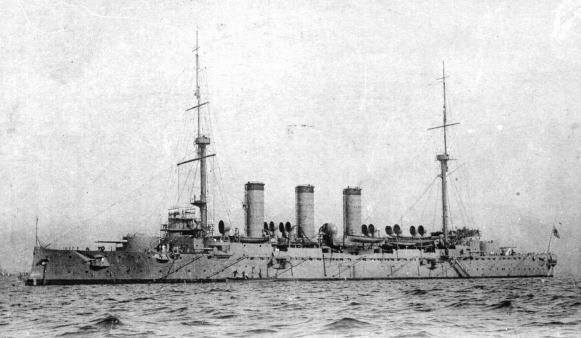
„Yakumo”

27 maja 1905 roku „Yakumo”, w składzie 2. Dywizjonu głównych sił japońskich, wziął udział w bitwie pod Cuszimą, ostrzeliwując intensywnie rosyjskie pancerniki i krążowniki i wnosząc wkład w ostateczne zwycięstwo. Sam odniósł niewielkie uszkodzenia jednym pociskiem 305 mm, czterema 152 mm i dwoma mniejszymi. Przebity został m.in. komin, zginęło tylko trzech marynarzy, kilku raniono.
Po głównej bitwie 28 maja „Yakumo” wraz z „Iwate” natknął się na rosyjski pancernik obrony wybrzeża „Admirał Uszakow” i oba krążowniki trafiły go kilkoma pociskami z dużej odległości, zmuszając rosyjski okręt do samozatopienia.
14 czerwca „Yakumo” wraz z „Azumą”, „Nisshinem” i „Kasugą” przydzielono do nowo sformowanego 5. Dywizjonu 3. Floty wiceadmirała Shichiro Kataokiego. Przez kolejne miesiące krążowniki 5. Dywizjonu głównie patrolowały (do końca wojny), a w lipcu-sierpniu osłaniały desant na Sachalin. „Yakumo” był wtedy okrętem flagowym wadm. Kataoki.

### Dalsza służba

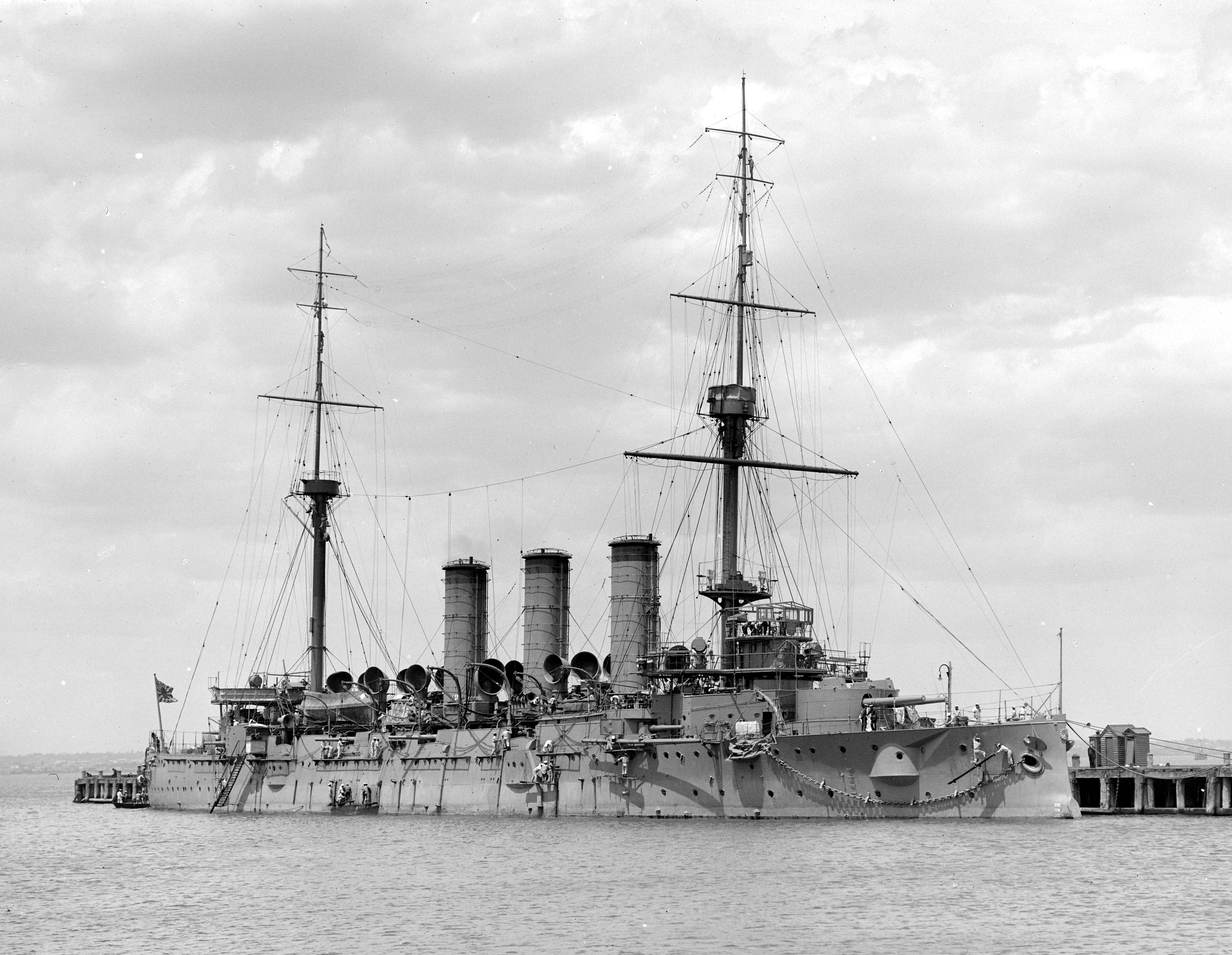
„Yakumo” w 1928 r.

„Yakumo” służył w dalszym ciągu we flocie japońskiej. Po rozpoczęciu I wojny światowej wszedł wraz z krążownikami „Iwate” i „Tokiwa” w skład 3. Dywizjonu 2. Floty (dowódca kadm. Sojiro Tochinai), z którym wziął ograniczony udział w operacji przeciwko niemieckiej bazie w Chinach Tsingtau. Nie brał dalej aktywnego udziału w działaniach wojennych. Od 13 grudnia 1915 roku do 1 grudnia 1916 roku „Yakumo” był okrętem flagowym 2. Flotylli (Eskadry) Niszczycieli 2. Floty (w miejsce „Tone”), po czym jeszcze na krótko do 12 grudnia 1916 roku był okrętem flagowym 1. Flotylli  Niszczycieli. Od 1 września 1916 do sierpnia 1917 roku był przydzielony do eskadry szkolnej Akademii Marynarki w Yokosuka i między 5 kwietnia a 17 sierpnia 1917 roku odbył swój pierwszy daleki rejs zagraniczny z kadetami 44. rocznika do Ameryki Północnej, na Hawaje i wyspy mórz południowych (z krążownikiem „Tokiwa”). 
1 września 1921 roku „Yakumo”, podobnie jak inne krążowniki pancerne, został przeklasyfikowany na okręt obrony wybrzeża I klasy, służył jednak głównie do celów szkolnych, systematycznie przydzielany do eskadry szkolnej począwszy od 1 maja 1921 roku. Między 21 sierpnia 1921 a 4 kwietnia 1922 roku odbył wraz z „Izumo” rejs szkolny dookoła świata, przez Kanał Panamski, wschodnie wybrzeże USA, Europę, Ocean Indyjski, z 49. rocznikiem Akademii. W dalszych latach odbywał z przerwami kolejne rejsy, a od 1 września 1934 został na stałe przydzielony do eskadry szkolnej, do jej dezaktywacji 23 grudnia 1939 roku. W latach 1926/1927, 1931 i 1937 pływał na Morze Śródziemne, poza tym głównie do Azji Południowo-Wschodniej i Ameryk. Do 1939 roku „Yakumo” odbył ogółem 14 dalekich rejsów szkolnych, ustępując pod tym względem tylko krążownikowi „Iwate”. 
W latach 20. zredukowano liczbę dział artylerii średniej i lekkiej okrętu. W 1927 roku podczas remontu wymieniono mu 24 kotły Belleville na sześć nowocześniejszych Yarrow, z mieszanym opalaniem, zdjętych z krążownika liniowego „Haruna”. Moc napędu zmniejszyła się do 7000 KM, a prędkość do 16 w. Pełny zapas paliwa wynosił 1210 t węgla i 306 t ropy.

### II wojna światowa
Podczas II wojny światowej „Yakumo” używany był nadal do szkolenia, stacjonując w bazie w Kure. 1 lipca 1942 roku przeklasyfikowano go formalnie na krążownik 1. klasy (krążownik ciężki), podobnie jak „Izumo” i „Iwate”, mimo że nie przedstawiał już wówczas wartości bojowej. W 1945 roku zdjęto z niego wieże dział 203 mm, przeznaczone do obrony wysp japońskich, ustawiając w zamian dwie podwójne armaty przeciwlotnicze 127 mm. Pozostałe uzbrojenie stanowiły cztery armaty 152 mm w kazamatach, jedna armata przeciwlotnicza 76 mm i 9–14 armat przeciwlotniczych 25 mm Typ 96.
Jako jedyny z japońskich krążowników pancernych pozostających w czynnej służbie przetrwał bombardowania amerykańskie baz japońskich i wojnę, po czym został wycofany ze służby 1 października 1945 roku. Służył jeszcze od grudnia 1945 roku do rejsów repatriacyjnych żołnierzy japońskich do Japonii, po czym 20 lipca 1946 roku przeznaczono go na złom i do 1947 roku złomowano.

## Dane techniczne
Źródło
- wyporność:
  - normalna 9646 t
  - pełna 10 288 ton
- wymiary:
  - długość całkowita: 132,3 m
  - długość między pionami: 124,2 m
  - szerokość: 19,6 m
  - zanurzenie: 7,3 m
- napęd: 2 pionowe maszyny parowe potrójnego rozprężania, 24 kotły parowe wodnorurkowe Belleville, moc: 15 500 KM (maksymalna na próbach 17 193 KM), 2 śruby
- prędkość maksymalna: 20,5 w. (w realnych warunkach ok. 17 w.)
- zapas paliwa: 598 t węgla, max. 1242 t
- załoga: 581 (stan pokojowy, w tym 28 oficerów) – ok. 700 (stan wojenny)

Uzbrojenie (w latach 1900-1904):
- 4 działa 203 mm Armstrong, w wieżach na dziobie i rufie (2 x II)
  - długość lufy: L/45 (45 kalibrów), kąt podniesienia: od –5 do +15°, masa pocisku 113,47 kg, donośność: 12 000 m, zapas amunicji: po 80 na działo
- 12 dział 152 mm Armstrong (8 w kazamatach i 4 w stanowiskach na burtach)
  - długość lufy: L/40, kąt podniesienia: od –7 do +15°, masa pocisku: 45,4 kg, donośność: 9000 m, zapas amunicji: po 150 na działo
- 12 dział 76 mm (12pdr) (L/40)
- 8 dział 47 mm Hotchkiss wz. 1890
- 5 stałych wyrzutni torpedowych 457 mm (4 podwodne na burtach, 1 nadwodna dziobowa)

Wyposażenie:
- 2 dalmierze 1,37 m (4,5-stopowe) Barr & Stroud(inne języki) FA2
- 4 reflektory 75 cm
- radiostacja Marconi
- 56-stopowy kuter parowy z wyrzutnią torped
- 30-stopowy kuter parowy

Opancerzenie (od 127 mm wzwyż – stal Kruppa):
- burty:
  - główny pas burtowy na śródokręciu: 178 mm (długość x wysokość – 68,4 × 2,15 m)
  - główny pas burtowy na dziobie i rufie: 89 mm
  - górny pas burtowy: 127 mm (61,6 × 2,4 m)
- wewnętrzny pokład pancerny ze skosami: 51 mm
- uzbrojenie:
  - wieże i barbety: 152 mm (25 mm od góry)
  - kazamaty dział artylerii średniej: 152 mm (51 mm z tyłu i boków)
  - maski dział artylerii średniej: ?
  - szyby podawania amunicji: 100 mm
  - dziobowa wyrzutnia torped: 152 mm (6,55 x 2,85 m)
- stanowisko dowodzenia(inne języki): 356 mm (25 mm od góry)
- zapasowe stanowisko dowodzenia: 76 mm (25 mm od góry)
- masa: 2585 t (26,8% wyporności)